# 1972-es zuglói paneltűz
Az 1972-es zuglói paneltűz (Csertő utcai paneltűz) 1972. május 18-án (csütörtök) a budapesti Füredi utcai lakótelepen, a Csertő utca 12-14. szám alatti panelházban pusztított. A főváros eddigi legnagyobb tűzesete volt, melynek során heten vesztették életüket. A fővárosi tűzoltósága történetében ezt megelőzően nem volt olyan tűzeset, mely ehhez mérhető pánikkal járt volna.

## Előzmények
Az 1960-as években a budapesti lakásállomány bővülése nem tudott lépést tartani a város - az iparosodás és a kollektivizálás együttes hatásaként jelentkező - nagyarányú népességnövekedésével (az 1960-as években Magyarország össznépessége 300 000 fővel gyarapodott, ebből 200 000 főt tett ki Budapest növekménye). A központi vezetés és a Fővárosi Tanács a probléma megoldását a rövid idő alatt nagy mennyiségű lakás előállítására képes házgyárakban, a nagypaneles technológiában látta. A tíz és tizenöt emeletes panelházak megjelenése nemcsak a városképet, de a tűzbiztonság korábbi helyzetét is megváltoztatta.
Az újonnan kialakult helyzettel a főváros tűzoltósága is igyekezett lépést tartani, 1965-ben egy új ágazati szabványt alkottak meg „Középmagas- és magasépületek tűzrendészeti előírásai” címmel, BM TOP 5/1965. szám alatt. Külföldi tapasztalatok mérlegelése után ebben a szabványban fogalmazták meg mindazon tűzrendészeti és tűzvédelmi követelményeket, amelyek új lakóházak és egyéb épületek tervezésénél élet- és vagyonvédelmi szempontok betartása mellett figyelembe veendőek mind a tervezés és elhelyezés, mind pedig az építés és az üzemeltetés során. Középmagas épületnek számított minden olyan épület, melynek legfelső padlószintje magasabb, mint 13,60 méter, de maximálisan csak 29 méter. A 9.1 pont alapján pedig „menekülési útvonalon a fal, födém, padló csak nem éghető anyagú burkolattal készíthető.” – ezt a Csertő utcai panelházak kivitelezése során megszegték, ami miatt a tragikus helyzet is előállhatott.
Zuglóban 1967-1978 között tartott a Füredi utcai lakótelep kiépítése, az 1960-as évek végén a Csertő utcában a dán Larsen-Nielsen rendszerű, középfolyosós, 10 emeletes (11 szintes) lakóházakat építettek. Ezeknek a legfelső hasznos lakószintje, vagyis az úgynevezett mértékadó magassága 29,20 méter, emiatt a magasépületekre vonatkozó előírások lettek volna érvényesek a szabvány szerint. A Budapesti Városépítési Tervező Iroda (BUVÁTI) eltérési engedélyt kapott, amely kimondta, hogy legfeljebb + 30 méter mértékadó magasságig alkalmazhatják a középmagas épületekre vonatkozó követelményeket, azaz tűzrendészeti szempontból középmagas épületekként kezelték ezeket az épületeket.
A Larsen-Nielsen típusú lakóházak esetében, melyek 98,44 méter hosszúságúak és 16,86 méter szélesek voltak, szintenként megközelítőleg 1700 négyzetméter alapterülettel és mindössze 51800 légköbméter beépített térfogattal számoltak. Az épület három szekcióból áll, melyben szekciónként 88, összesen tehát 264 lakás található, a lépcsőházakat 7,27 méter szélességűre építették. A szekciók egyenként 27,98 méter hosszúságúak, ezeket rendre „A”, „B” és „C” betűvel jelölték meg. A két lépcsőház összesen mintegy 800 lakó közlekedését volt hivatott megoldani. A folyosókat a lépcsőházakból csak üvegezett ablakok választották el, melyek sem füst, sem pedig tűzálló elválasztásként nem voltak jellemezhetőek.
A Csertő utca 12-14. szám alatti lakóépület kivitelezéséhez 1969. március 17-én fogtak hozzá, majd 1970 harmadik negyedében foglalhatták el a lakók lakásaikat. A szomszédos háztól 56 méter szélességű, közutat, autóparkolót és zöldterületet magába foglaló sáv választja el; ekkora távolság esetén a tűz nem terjedhet át a közeli épületre.

## A tűz észlelése
1972. május 18-án, éjfél után néhány perccel a „B” szektor VII. emelet 181. számú lakásban lakó Horváth Lászlóné nyugdíjas arra ébredt, hogy valami furcsán ropog. Az előszobaajtó kémlelőnyílásán keresztül kilesett a folyosóra, és látta, hogy szemben elhelyezkedő lakás bejárati ajtaja mellett álló villanyóra-szekrény ég, amely vélhetően elektromos hiba miatt gyulladt ki. Nekifogott a lakók felébresztésének, a 170-es lakással kezdve, majd gyorsan a többivel folytatta.
Az elsőnek felcsengetett 42 éves lakó, aki gépkocsivezetőként dolgozott, megkérdezte, hogy „Ki az?”, azonban mivel a kérdésre választ nem kapott, kinézett a folyosóra, s látta, hogy lángol a beépített szekrény. Egy parázsdarab beesett a szobájába az ajtónyíláson keresztül, amit gyorsan kirúgott a folyosóra. Családját felkeltette, majd a lépcsőházba menekültek. Szomszédjával, a 180. számú lakásban lakó Kovács Tiborral azonnal riasztották a többi lakót.
A tüzet először Kovács Tibor jelentette be, előbb a budapesti rendőr-főkapitányságra, majd a tűzoltó-parancsnokság hírközpontjának telefonált. Mivel a nagy kapkodásban a gépkocsivezető családja nyitva felejtette a lakásajtót, a tűz odaterjedt és az egész lakás teljesen kiégett.
A VII. emelet 168. szám alatt lakó 42 éves vasesztergályos is felébredt a különös ropogásra, villanygyújtás nélkül ajtót nyitott. Látta, hogy a beépített szekrények lángolnak, valamint az előszobájába is becsapott a tűz. Miután becsukta a bejárati ajtót, a gázt elzárta, s nekilátott az ajtaja locsolásának vödör segítségével. Mindaddig folytatta, amíg a tűzoltók ki nem érkeztek és ki nem menekítették őket a lakásból.
Horváthné a lakók egy részével az utcára vonult le, ugyanis féltek, hogy a gázvezeték miatt esetleg felrobbanhat a ház. Azon lakók közül, akik a VI., VII., VIII., IX. és X. emeleteken későn ébredtek fel, többen lakásukban rekedtek, mivel a folyosókon lévő beépített szekrények ekkor már erősen égtek és füstöltek, s így a lépcsőház felé nem mertek menekülni.
Bálint János, miután a feleségével együtt felriadt a füstre és a tűzre, „Meneküljünk!” felkiáltással a hatéves kislányukat felkapva a lángokon keresztül kirohant a lakásból. Feleségének erre nem volt bátorsága, őt a tűzoltók az ablakon keresztül menekítették ki, amikor már az előszoba is lángolt.
Márkus Mihály 40 éves gépkocsivezető, aki a X. emelet 256. számú lakásban lakott, 10-15 perccel éjfél után furcsa zajokra riadt és kiabálást hallott. Felesége, aki szintén felkelt, azt mondta, hogy füstszagot érez. Márkus az előszoba ajtót kinyitva sűrű füstöt látott. Az ajtót becsukta, a füst behatolását elkerülendő, a réseket vizes ronggyal takarta be, s vizet készített elő az oltáshoz. Amikor az ablakot kinyitva kinéztek az utcára, megláttak az első helyszínre érkező tűzoltóautót.
Arany Lajos, VI. emelet 148. szám alatti lakos emlékei szerint „Segítség, tűz van!” kiáltásokra ébredt fel éjfél után öt perccel. A VII. emeletre felszaladva látta, hogy a folyosó már lángol. Lakásába visszamenvén telefonált a tűzoltóknak, majd lakótársaival nekiláttak az oltásnak. A tűz a VII. emelet középső szektorából mindkét lépcsőház irányába terjedt, a lépcsőház melletti 171-es lakás ajtajáig még nem ért el, azonban a sűrű füst miatt a „C” szektorig már nem lehetett ellátni. Tüzet fogott a folyosói szekrénysor és a linóleum padlóborítás is. A tűz gyors terjedése miatt az oltást hamarosan csak a VI. emeletről lehetett folytatni, Arany pedig az V. emeleti lakókat is riasztotta.
Éjfél után 14 perccel futott be Kovács Tibor hívása a fővárosi tűzoltóság hírközpontjába, amelyben közölte, hogy a Füredi úti lakótelep 14-es épülete ég. Ezt követően többen is jelentették a tűzesetet. A hírközpont három gépjárműfecskendőt indított útra, egy gépezetes létrát, valamint a tűzoltási csoportot. Az Egressy úti XIV. kerületi tűzoltólaktanyából indult útnak az 1-es számú fecskendő, ami 0 óra 21 perckor ért a helyszínre. Öt perccel később másik három szerkocsi is érkezett a helyszínre.
Azok a lakók, akik mélyen aludtak, csupán akkor ébredtek fel, amikor már javában lángoltak és füstöltek a folyosói szekrények. A nyitott konyhaajtókon és fürdőszobaajtókon, illetve a szellőzőberendezéseken keresztül áramlottak be a lakásokba a füstgázok. Több lakó így a lakásában rekedt és az ablakon keresztül próbált menekülni.
A VII. emeleten, a tűz fészkéhez közel lakott a Balázs család. A fiatal feleség éppen pár napja hozta haza hétnapos kisbabáját. Édesanyja, Pénzes Sándorné ott volt velük. Miután felriadtak, a folyosóra a tűz miatt már nem tudtak kijutni. Balázs a bejárati ajtót locsolni kezdte, ezzel is megelőzve, hogy a tűz átterjedjen a lakásukra. A csecsemőt, Béluskát pólyájával együtt a nagymama paplanhuzatba kötötte, a lepedőket, pokrócokat és ágyhuzatokat felszabdalta. Mivel az ebből készült kötél a célra rövidnek bizonyult – kétszer is vissza kellett húzni a gyermeket, megtoldotta a függönyökkel is, hogy a lent állók át tudják venni a kisbabát.

## Tragikus kimenetelű menekülési kísérletek
A VII. emelet feletti lakásokat egyre jobban kezdte megtölteni a füst. A X. emelet 252. szám alatt lakó Tóth család az ablakon próbált meg menekülni, lepedőket csomóztak össze. Elsőnek Tóthné tette meg a veszélyes utat, akit a VIII. emeleten behúztak. Tóth Gyula 43 éves gépkocsivezető és 19 éves nevelt lánya azonban tisztázatlan körülmények között kizuhantak. Nem tudni, hogy véletlen vagy esetleg szándékos ugrás okozta a halálukat. Testük az épület hátsó felén található füves területen ért földet. Miután a tűzoltók megfékezték a lángokat, Tóthék kisebbik szobáját majdnem sértetlen állapotban találták, a család így akár meg is menekülhetett volna, ha megvárják a segítséget.
A IX. emeleti 217-es lakásban Marek Gáborné nem mert a folyosón keresztül menekülni. Feltehetőleg rémültségében ugrott ki az ablakból, amikor a tűz még nem veszélyeztette a lakását. Súlyos sérülésekkel szállították kórházba, még mielőtt a tűzoltók megérkeztek.

## A tűzoltók kiérkezése és az oltás
A tűzhöz elsőként kiérkezett tűzoltó fecskendő parancsnoka azt vette észre, hogy a középső szektorban lángolnak a VII., IX. és X. emeleti lakások, az ablakokon sűrű füst árad ki, és több lakó is segítségért integet. A kimenekültek és a szomszédos épületek lakói elárasztották a környéket. Az épületben ragadtak és a lent ácsorgó emberek között sokak pánikba estek, kiabálva és sikoltozva rohangáltak.
A parancsnok a gépjárműfecskendőt az épület „A” részének sarkánál álló tűzcsapra kötötte rá, ezt követően a „B” épületrész II. lépcsőházán keresztül a VII. emeletre alapvezetéket szereltetett fel. A „B” szekció középvonalához állíttatta a gépezetes tolólétrát, majd annak segítségével vette kezdetét a lakók kimentése a veszélyeztetettségnek megfelelő sorrend szerint.
Kustán Sándor tűzoltó főtörzsőrmester azok közül, akiket a tűz körülvett, és menekülni nem tudtak, 14 embert mentett ki. Miután az épület körül megállapították a helyzetet, a parancsnok 6 fecskendőt, két gépezetes tolólétrát, valamint áramfejlesztő és tömlőszállító gépjárművet rendelt az oltáshoz rádióján keresztül. 0 óra 25 perckor riasztotta ezeket az egységeket a hírközpont, s 0 óra 38 és 47 perc között meg is érkeztek a helyszíne.
Az emberek pszichikai állapotát jól tükrözi, hogy a tömegből némelyek biztatták az ablakból kiáltozó lakókat, hogy a bennégést elkerülendő, ugorjanak le, arra nem gondolva, hogy 6-10 emeletnyi magasságból leugorva kicsi az esély az életbenmaradásra. Mások a mentést szerették volna irányítani. 0 óra 26 perckor, a felderítést követően az oltás vezetését átvette a helyszínre érkezett tűzoltási csoport. A csoport vezetője a VII. emeleti folyosóra támadó, a VI. emeletire védő sugarat szereltetett fel azokkal a tűzoltókkal, akik elsőnek érkeztek és a VII. emeleten alapvezetéket szereltek. Ezután ellátta a 2. gépjárműfecskendő beosztottjait oxigénes önmentő készülékekkel, majd a VII., IX. és X. emeletre küldte fel őket, hogy az ott rekedt lakókat kimenekítsék. 0 óra 35 perckor újabb egységeket rendelt a helyszínre a csoportvezető: négy fecskendőt és egy gépezetes tolólétrát, hogy a mentési feladatokat gyorsabban és biztonságosabban láthassák el. A VIII. emeleti folyosóra is sugarat szereltetett a 3. fecskendő tűzoltóival, majd ellenőrizte a gázvezeték főelzáróját. A háttérparancsnokát felszólította, hogy szereltessen alapvezetéket a másik lépcsőházon keresztül az V. illetve a VII. emeletre, valamint a II. lépcsőház VII. és VIII. emeletére az újonnan érkező egységekkel. Parancsba adta azt is, hogy az épület hátsó oldalán állíttassa fel a kiérkező 2. és 3. tolólétrát, a lakók kimentéshez pedig veszélyeztetettségi sorrendben fogjanak hozzá. Egyúttal a mentőket is kihívta.
A felderítés során a csoportvezető megmentett egy elájult kislányt és egy férfit. A 4. fecskendő tűzoltóinak megparancsolta, hogy a X. emeleti folyosó- és lakástüzeket fékezzék meg, azokkal közösen pedig, akik a 6. fecskendőre volt beosztva, kimentették a VIII. és IX. emeleten rekedt lakókat. A lépcsőházakon keresztül összesen 120 személyt menekítettek ki az életmentésben közreműködők, a rohamszer parancsnoka hat társával együtt 40 lakó mentését vitte végbe. Ezek többsége valamilyen ruhadarabot szorított arca elé a tűzoltók felszólítására, és őket követve jutottak ki az épületből. Az idősebb asszonyok közül többet ölben vitték ki. Csupán az V. emeletig vezették illetve vitték a lakókat, hogy a mentés minél gyorsabban történjen. A 0 óra 30 perckor riasztott, egy rohamkocsival és két mentőautóval kiérkezett mentők ellátták a sérülteket és azokat, akik füstmérgezést szenvedtek. Sugarak oltalma alatt hajtották végre az életmentési feladatokat, az égő folyosókon oxigénes légzőkészülékben dolgoztak.
A tűzoltási csoport parancsára újabb sugarakat szereltek fel a tűzoltók, többek közt a 7. fecskendő parancsnokának irányításával a 4. és az 5., megosztottan a VII. és VIII. emeletre pedig saját fecskendője beosztottjaival hat sugarat szerelt fel. A 8. szerkocsi személyzete egy sugárral oltottak a VIII. emeleten. A 9. gépjárműfecskendő beosztottjai is egy sugárral segédkeztek a VIII. emeleten, a X. emeleten pedig a 3. fecskendőre beosztott tűzoltók végezték az oltást. A tüzet végül hajnali fél kettőre határolták körül 15 „E” sugárral és ekkor vették kezdetét a végleges oltási munkálatok.
A 12-es és 13-as gépjárműfecskendők váltották az 1-es szerkocsi személyzetét, légzőkészüléket viselve vették át tőlük a sugarakat, mivel a sugárvezetők a nagy hőterhelés miatt ekkor már kimerültek voltak. Végeztek a VII., majd a IX. emeletei lakások oltásával. Pontban hajnali 1 órára sikerült meggátolniuk, hogy a tűz az alsóbb szintekre lehúzódjon. A VII. és X. emeleten már a lakásokon belül oltották a tüzet. Az egységek lakásról lakásra haladtak, s közben átvizsgálták a rejtettebb zugokat is, hogy rátaláljanak félelmükben elbújt vagy beszorult személyekre is. Füstmérgezés okozta a halálát a IX. emelet 228-as lakásban egy 36 éves ápolónőnek és 5 éves kislányának, valamint a X. emelet 242-es lakásában egy 43 éves marósnak.
Az épület zöldsáv felőli oldalán -, ahol a puha talaj miatt nehéz volt felállítani a létrát, - a 3-as gépezetes tolólétrával végeztek az életmentéssel, összesen 11 embert menekítettek ki. A létra megszerelt sugarával hatásosan oltották el a X. emeleti lakástüzeket. 1 óra 47 perckor befejezték a tűz oltását, ezután következtek az utómunkálatok, a visszaszerelés és takarítás, amellyel 4 óra 20 percre végeztek.
Hogy a vízkárokat csökkentsék, a végleges oltás alkalmával ahol lehetséges volt, több helyen ködsugarat és kézben vihető puttonyfecskendőket használtak. Azt követően, hogy a tűzoltóegységek visszatértek a laktanyáikba, csupán a felügyeleti szolgálatra kijelölt személyek maradtak a helyszínen délután 17 óráig.

## A tragédia mérlege
A tűz a „B” épületrész VI-X. emeleteire terjedt ki, összesen 40 lakást és 150 lakót veszélyeztetve, az okozott anyagi kár becslések szerint 9 millió Ft volt.
Heten vesztették életüket a tűz során, ebből öten a helyszínen, ketten pedig később a kórházban. A mentők különféle sérülésekkel szállítottak kórházba összesen 39 lakót és két tűzoltót. 145 lakót menekítettek ki a tűzoltók a veszélyeztetett emeletekről, valamint az égő lakásokból. Az oltásban 118 tűzoltó vett részt 13 gépjárműfecskendővel, illetve 7 különleges szerkocsival.
A tűz okozója az egyik VIII. emeleti elektromos fogyasztásmérő vezetékének hibája volt.

## A gyors tűzterjedés okai
A Csertő utcai lakóház a dán Larsen-Nielsen technológia alapján a ferencvárosi házgyárban készült vasbeton elemekből épült, minden emeletszinten és szektorban a 30 méter hosszú középfolyosóról fogatoltan két oldalról 4-4 másfélszobás összkomfortos lakás nyílt. Eredetileg 2 méter volt a középfolyosók szélessége, viszont annak mindkét oldalfalán a közművek számára szekrénysort alakítottak ki, amely 40 cm mély volt. Emiatt viszont csupán 1,2 méter széles maradt a folyosó, amin a lakók közlekedhettek illetve menekülhettek. A szekrényekben lévő vezetékek műanyag és alumínium alapanyagból készültek, a fűtést, szellőzést szolgálták, valamint villany- és gázvezetékek voltak. A szekrények préselt papírlapokból és festett bútorlapokból készültek, amelyeket puhafa keretre ragasztottak. Ezek a folyosó teljes hosszán végigfutottak, összefüggően borítva ezzel a falat. Némely szekrényben a lakók nagyobb mennyiségű gyúlékony anyagot tároltak. Ugyancsak éghető anyagból álltak a lakások bejárati ajtajai, s a szekrénysor részét képezték.
A 46 négyzetméteres lakások kialakítása a következőképpen néz ki: a bejárati ajtó mögött helyezkedik az előtér, amelytől szembe a szoba, balra a fürdőszoba, jobbra pedig a konyha található, a nagy- és a kisszoba ablakai az utcára néznek. (A gardróbnak nincsen, a konyha pedig a szektorok szélén rendelkezik kisebb méretű ablakkal.) A folyosó padlózatát PVC linóleummal borították, a közművezetékeket pedig nem választották el vízszintesen.
Az életveszélyes helyzetet az éghető anyagokon túl a műanyagok égése során felszabadult nagy hőmennyiség, a fejlődő mérgező égéstermékek, illetve füstgázok közösen idézték elő. Az építkezés módja miatt tehát a tűz gyorsan terjedhetett, ugyanis hiányzott az egyes szekciók, valamint az emeletek vízszintes és függőleges elválasztása. A beépített nagy mennyiségű gyúlékony és éghető anyag is rásegített a tűz terjedésére. Mulasztást követett el a ház tervezője, kivitelezője és beruházója is, ugyanis nem vették figyelembe a vonatkozó, érvényes előírásokat.

## A tűz másnapjának eseményei
Az egész kerület összefogott a tűzeset hallatán: többen felajánlották a segítségüket a munkaidejük végeztével. A Hungária körúti telefongyár és a Róna utcai filmgyár konyhája küldött ebédet, a kenyérgyártól pedig friss kenyeret kaptak a lakók, akik negyven teherautó segítségével költöztek át ideiglenesen egy, a közelben nemrég elkészült új épületbe. A súlyos tűzkárok elszenvedői gyorssegélyben részesültek, amelyet az Állami Biztosító fizetett ki számukra. 32 család károsult, közülük 27 rendelkezett háztartási biztosítással. Este már minden lakástulajdonos új otthonban aludhatott.

## A helytállásért
Május 22-én Szépvölgyi Zoltán, a Fővárosi Tanács elnöke levelet küldött a tűzoltóság budapesti parancsnoka részére, amelyben kifejezte elismerését és köszönetet nyilvánított a tűzoltásban részt vett tűzoltóknak a Fővárosi Tanács Végrehajtó Bizottsága nevében. Részlet a leveléből:
„A tűzoltó egységek tagjai és vezetői hősies helytállással és magas fokú hivatástudattal – önmagukat sem kímélve – végezték feladatukat a veszélyben lévő emberek és anyagi eszközök megmentéséért. Eredményes munkájukkal megakadályozták a tűz továbbterjedését, emberi életeket, nagy értékű anyagi eszközöket és vagyontárgyakat mentettek meg. Biztosak vagyunk abban, hogy a jövőben is hasonló felelősséggel, hivatástudattal és eredményességgel fogják végezni nagy fontosságú munkájukat...”
A tűz után négy héttel került sor a kitüntetések, dicséretek és jutalmak átadására a derekas helytállásért, melyeket a tanácselnöktől vehették át Budapest tűzoltói. Életmentő emlékéremben részesült Kustán Sándor tűzoltó főtörzsőrmester, létrakezelő, dicséretet és jutalmat kapott Durai Ferenc tűzoltó főhadnagy, a tűzoltási csoport vezetője és még sokan mások.

## Tanulságok, következmények
Ez a tűzeset volt az, ami a szakértőket és a közvéleményt egyaránt rádöbbentette arra, hogy a középmagas házak is veszélyessé válhatnak egy nagyobb tűzeset alkalmával, s ennek hatására megkezdték a tűzvédelmi felülvizsgálatokat. Füstelvezetőket építettek be és szabványt próbáltak kialakítani a veszély elhárításának érdekében. Az éghető aknaburkolatokat a Csertő utcai tűzvész után betiltották, s megszigorították az előírásokat, melyek az újonnan építendő középmagas és magas épületekre vonatkoztak. Ezeket az MSZ 595: 1974 szabványsorozat foglalta magába, melynek előírásait visszamenőlegesen is érvényesítették minden olyan 1965. augusztus 15. és 1975. január 31. között létesített középmagas és magas lakóépületre, melyekben megoldatlan volt a lépcsőház füstelvezetése, illetve éghető anyagú szekrény, fal- és födémburkolat volt található a menekülési útvonalon.